# ТБ-2
ТБ-2 —   советский тяжёлый бомбардировщик. Конструктивно был выполнен по схеме полутораплана (биплан с разной площадью несущих поверхностей). Разработка началась в 1927 году, первые испытания прошли в 1930 году. Хотя у TБ-2 лётно-технические характеристики были выше, чем у уже стоявшего на вооружении ТБ-1 конструкции Туполева, самолёт был признан устаревшим и проект был закрыт.

## Лётно-технические характеристики
Источник данных: http://www.airwar.ru/enc/bww1/tb2.html

Технические характеристики
- Экипаж: 5
- Длина: 18,20 м
- Высота:
- Площадь крыла: 127,70 м2
- Масса пустого: 4220 кг
- Нормальная взлётная масса: 6770 кг
- Силовая установка: 2 ×  BMW-VI
- Мощность двигателей: 2 × 680 л. с.

Лётные характеристики
- Максимальная скорость: 216 км/ч
- Крейсерская скорость: 182 км/ч
- Практическая дальность: 1200 км
- Практический потолок: 6800 м

Вооружение
- Боевая нагрузка: 2000 кг